# Hermann Brunn
Karl Hermann Brunn (1 de agosto de 1862-20 de septiembre de 1939) fue un matemático alemán, conocido por su trabajo en geometría convexa (ver Desigualdad de Brunn-Minkowski ) y en la teoría de nudos . El Nudo borromeo lleva su nombre, ya que su artículo de 1892 "Über Verkettung" incluía ejemplos de dichos nudos. 

Enlace brunniano más complejo (de seis bucles), basado en la ilustración del artículo de Brunn de 1892

## Vida y obra
Hermann Brunn nació en Roma y creció en Múnich . Estudió matemáticas y física en la Universidad Ludwig Maximilian de Múnich, graduándose en 1887 con la tesis Über Ovale und Eiflächen (Sobre óvalos y formas de huevo). Habilitó en 1889.